# Tilecuș, Bihor
Tilecuș este un sat în comuna Tileagd din județul Bihor, Crișana, România.

## Imagini

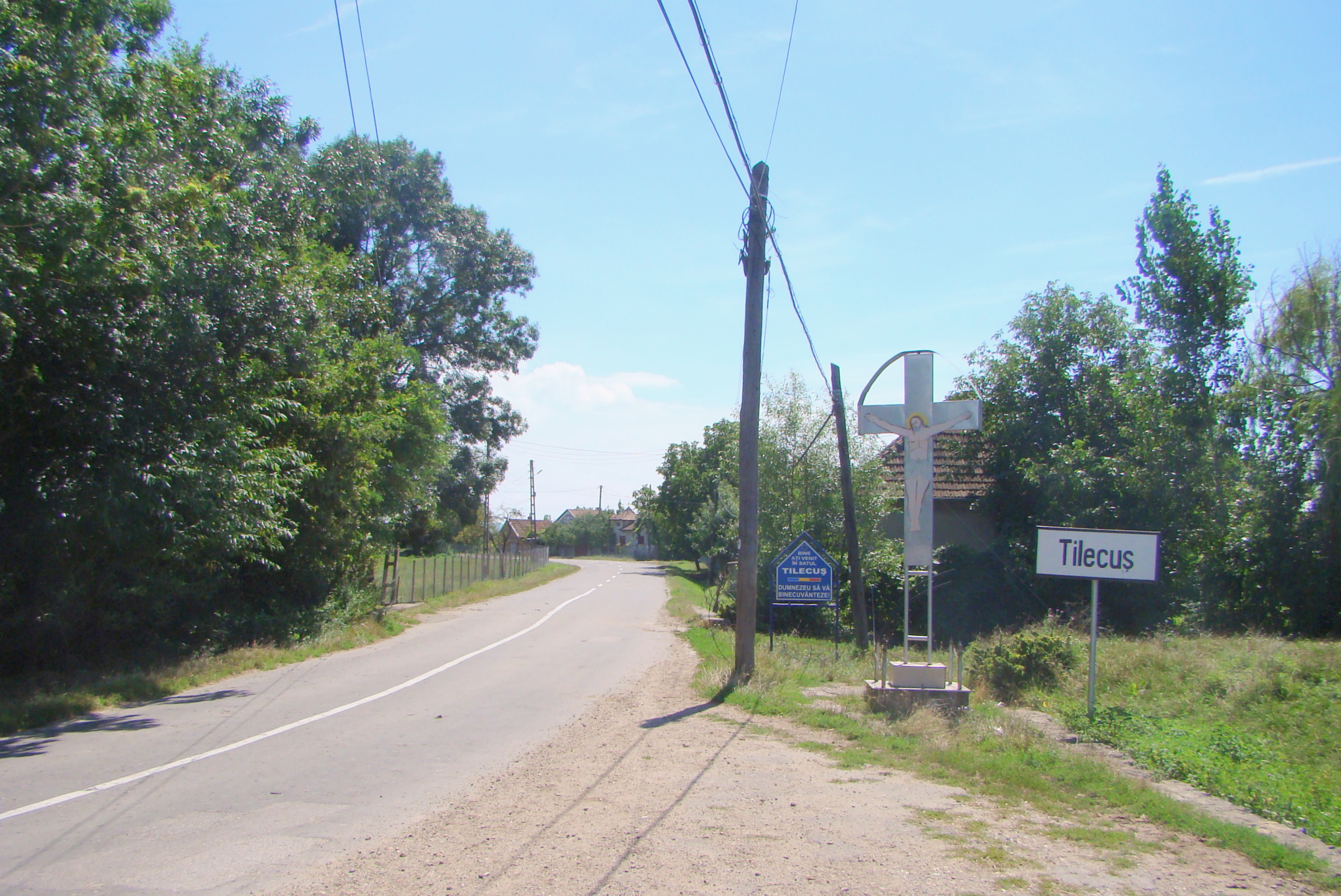
Intrarea în localitate
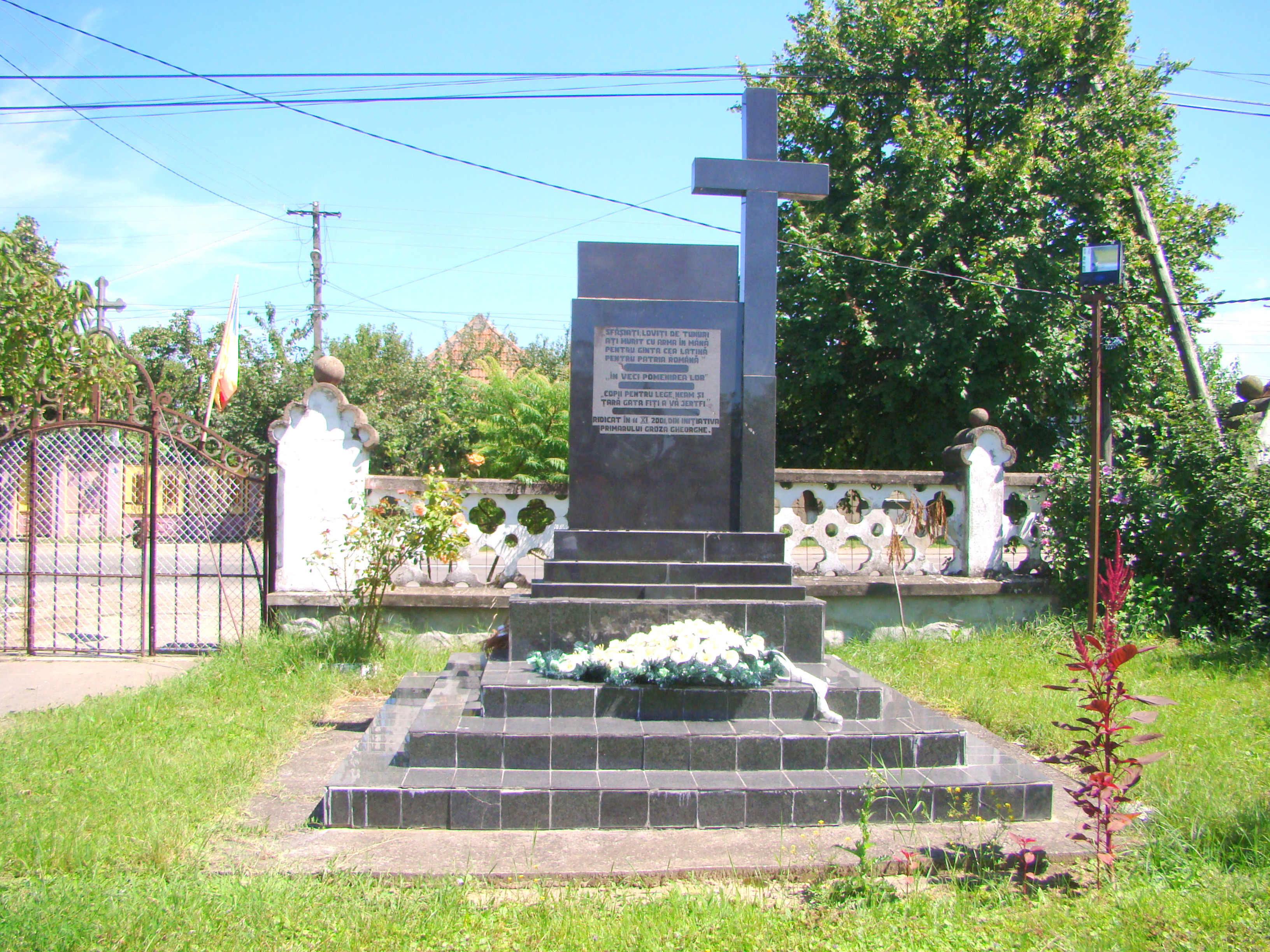
Monumentul eroilor
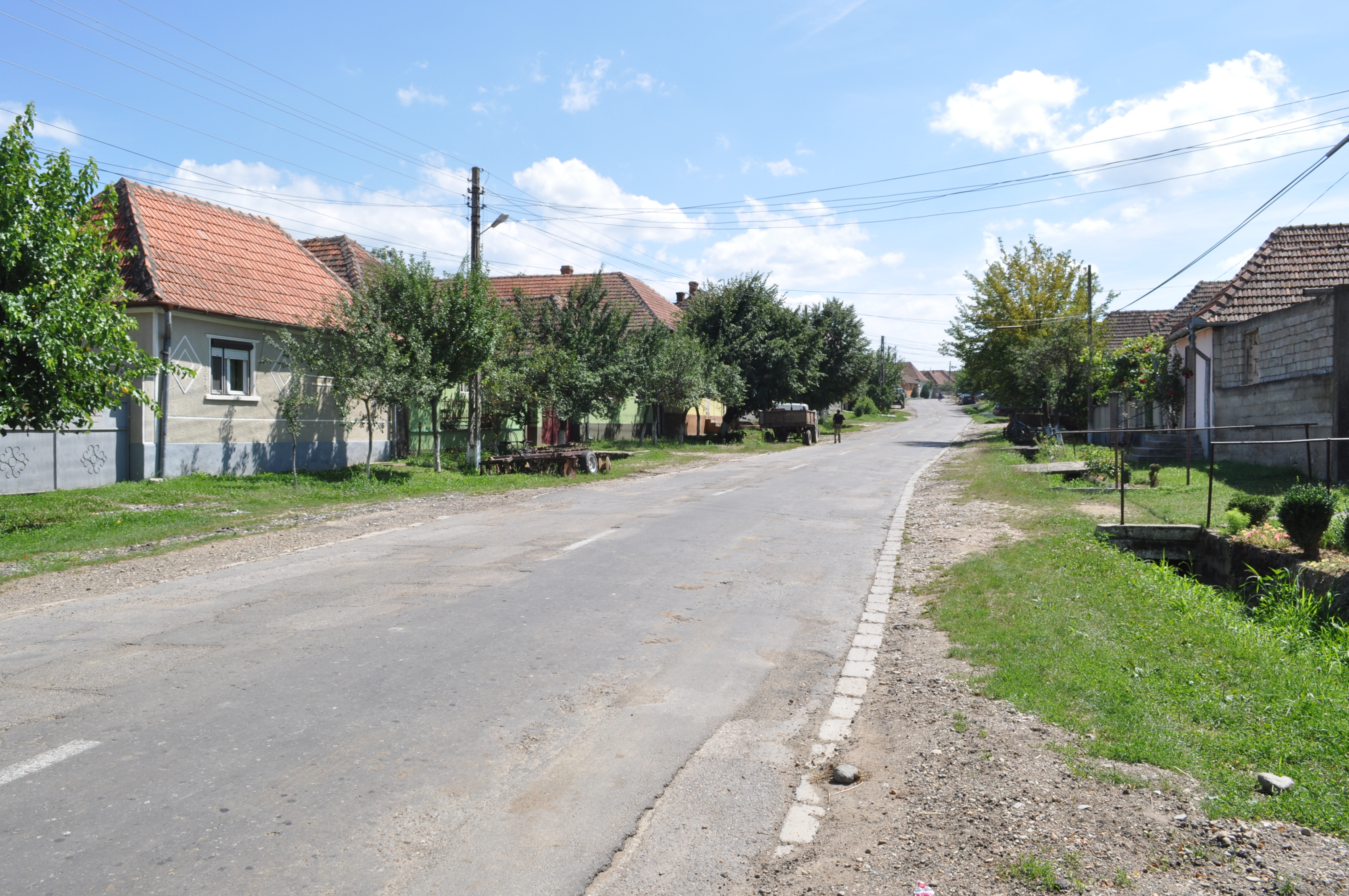
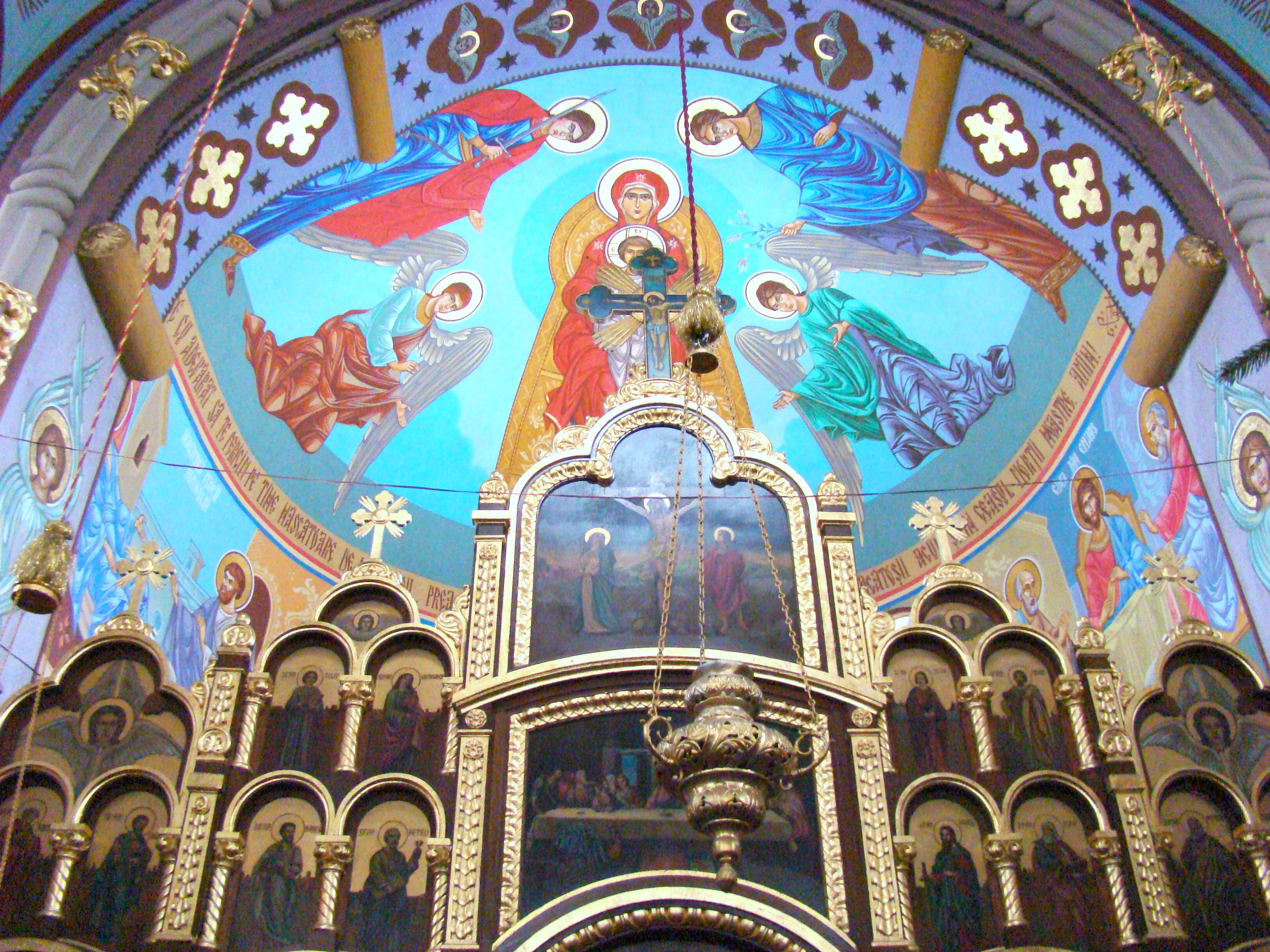
Biserica de zid „Sfinții Arhangheli Mihail și Gavriil” (1938)

## Monumente istorice
- Biserica de lemn „Sfinții Arhangheli Mihail și Gavril”